# ويسلي سميث ألفيس فاتوسأ
ويسلي سميث ألفيس فاتوسأ (21 أبريل 1992 في بياوي في البرازيل - )؛ هو لاعب كرة قدم كان يلعب كمهاجم.

## وصلات خارجية
- ويسلي سميث ألفيس فاتوسأ على موقع رابطة كرة القدم اليابانية للمحترفين (اليابانية)
- ويسلي سميث ألفيس فاتوسأ على موقع دوري كوريا الجنوبية (الإنجليزية)
- ويسلي سميث ألفيس فاتوسأ على موقع قاعدة بيانات كرة القدم.إي يو (الإنجليزية)
- ويسلي سميث ألفيس فاتوسأ على موقع Soccerway.com (الإنجليزية)
- ويسلي سميث ألفيس فاتوسأ على موقع عالم كرة القدم.نت (الإنجليزية)